# Namlacium crepidatum
Namlacium crepidatum is een krabbensoort uit de familie van de Sesarmidae. De wetenschappelijke naam van de soort is voor het eerst geldig gepubliceerd in 1925 door Calman.